# Prima guerra civile libanese
La prima guerra civile libanese rappresentò la prima fase della guerra civile in Libano. Il conflitto vide scontrarsi da una parte l'Organizzazione per la Liberazione della Palestina, alleatasi con il Movimento Nazionale Libanese di Kamal Jumblatt, e dall'altra le milizie del Fronte Libanese. L'intervento della Siria, a sostegno del Fronte Libanese e volto ad ampliare la propria influenza politica sul Libano, pose fine al conflitto, che sarebbe poi ripreso nelle fasi successive a partire dal 1978.

## Storia

### Contesto sociale
Il Libano nel periodo  1973-1975 diventò anche rifugio dei miliziani palestinesi dell'OLP, i quali, cacciati dall'esercito giordano di re Husayn di Giordania, continuarono le loro azioni contro il confinante Israele. Gli accordi del Cairo avevano legalizzato la presenza dei miliziani palestinesi all'interno del territorio libanese, spezzando le flebile pace politica che dal 1958 le due comunità libanesi avevano siglato.
Il risultato fu che il Libano e la stessa Beirut si trasformarono in un campo di battaglia, per la risposta con bombardamenti aerei e con tiri di artiglieria da parte d'Israele. Tali risposte colpirono indistintamente sia i miliziani palestinesi sia i profughi palestinesi.
L'inimicizia tra le diverse comunità già presenti in Libano e l'inefficienza dell'esercito nazionale libanese trasformarono presto la presenza dell'OLP e gli atti di guerriglia contro Israele in vera e propria guerra civile. I miliziani dell'OLP avevano la simpatia dei libanesi musulmani, mentre la maggioranza dei cristiano-maroniti erano filo-occidentali e sentivano la loro presenza come una forte minaccia per il paese, questo anche perché l'esercito del Libano non era in grado di contrastare i palestinesi come invece aveva fatto quello giordano.
I musulmani si sentivano sottorappresentati politicamente rispetto ai cristiano maroniti di Pierre Gemayel e Camille Shamʿūn, e sotto la spinta del leader druso Kamal Jumblatt, che aveva fatto dei suo partito PSP una milizia, si unirono nel Movimento Nazionale Libanese, a cui si aggiunsero i palestinesi dell'OLP e dell'FPLP. Arriveranno a controllare il 70% del paese e la metà di Beirut che fu spaccata in due dalla cosiddetta "linea verde" in Est (cristiana) ed Ovest (musulmana), divenendo teatro di guerra.

### Scoppio del conflitto
La guerra civile scoppiò il 13 aprile 1975. In tale data, ad ʿAyn al-Rummāna (عين ﺍﻟﺮمّاﻧـة) – un quartiere di Beirut – un piccolo gruppo di persone, tra cui Pierre Gemayel, assisteva alla consacrazione di una chiesa. Da un'automobile partirono verso di loro raffiche di mitra da parte di miliziani palestinesi. Al termine dell'attacco armato si contarono quattro morti e sette feriti. Alcune ore dopo, 27 palestinesi armati, stipati su un autobus che transitava nella stessa zona con analoghe intenzioni, vennero uccisi da elementi cristiani di ʿAyn al-Rummāna, dopo uno scontro violentissimo. Fu l'inizio effettivo della guerra.

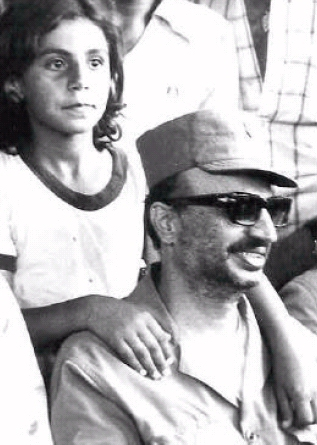
Il leader dell'OLP Arafat in un campo del sud del Libano

A fronteggiarsi, quindi, furono da una parte le milizie dominate dai cristiani maroniti – delle quali la principale faceva riferimento al partito falangista di Pierre Gemayel – e dall'altra una vasta coalizione di partiti di sinistra, alleati dei palestinesi e appoggiati principalmente dalle componenti musulmane.
Il 18 gennaio 1976 - a Qarantina - venne compiuto il primo massacro su larga scala. Qarantina era una baraccopoli prevalentemente musulmana posta nel quartiere cristiano di Beirut, controllata da forze della OLP e abitata da curdi, siriani e palestinesi. La baraccopoli fu invasa dalle milizie cristiane ("Katāʾeb", "Guardiani dei Cedri" (Haras al-arz), e "Tigri" (Nimr ) e circa 1000 - 1 500 persone vennero uccise.
La risposta della controparte fu immediata: il 20 gennaio 1976 ebbe luogo il massacro di Damur. Damur, una città cristiana sulla strada principale a sud di Beirut, venne attaccata dai miliziani dell'OLP: parte della sua popolazione cristiana venne uccisa nella strage e il resto fu costretto a fuggire. Tale rappresaglia causò la morte di circa 500 persone. La maggior parte delle forze di attacco sembra fosse composta da unità dell'Organizzazione per la Liberazione della Palestina e dal Movimento Nazionale Libanese.

### L'invasione siriana
Così nel maggio di quell'anno truppe siriane entrarono nel paese a sostegno dei musulmani, scontrandosi con le milizie cristiane.
Il 13 luglio 1976 William Hawi, il numero due delle Falangi libanesi, fu ucciso da un cecchino palestinese a Tel El-Zaatar, mentre ispezionava le posizioni tenute dai suoi miliziani. A capo delle milizie fu allora chiamato Bashir Gemayel, figlio di Pierre.
La situazione indusse la Lega Araba, dopo l'accordo di Riyāḍ del 21 ottobre 1976, ad autorizzare l'intervento di una Forza Araba di Dissuasione (FAD), a maggioranza siriana, che riuscì a riportare, con la forza, una provvisoria e fragile pace nella nazione.
Il conflitto infatti riprese nel 1978 quando Israele invase il sud del paese, avviando così la prima guerra del Libano.